# Vinko Puljić
Vinko Puljić   (Priječani, 8 de setembre de 1945) és un bosni croat, cardenal de l'Església Catòlica. És el sisè i actual arquebisbe de Sarajevo. Té el títol de cardenal prevere de Santa Chiara a Vigna Clara a Roma.

## Biografia
Dotzè de tretze fills, Vinko Puljić va néixer a Banja Luka, a la llavors República Socialista de Bòsnia i Hercegovina, fill d'Ivan i Kaja Puljić. La seva mare va morir quan només tenia 3 anys, i el seu pare es tornà a casar. A més de per la seva família, la formació espiritual del jove Vinko va estar molt influenciada per l'abadia trapenca de Mariastern, situada prop del seu poble. Un dels monjos ajudà el pare de Vinko a enviar-lo al seminari menor de Zagreb. El pare Ante Artner va vendre la seva motocicleta i donà els diners a Ivan Puljić, que no tenia prou diners per pagar l'estada al seminari. Vinko Puljić estudià filosofia i teologia al seminari major de Đakovo.
Puljić va ser ordenat al presbiterat pel bisbe Stjepan Bauerlein el 29 de juny de 1970, servint al bisbat de Banja Luka fins al 1973, en que passà a ser funcionari de la cúria diocesana. Va ser rector de parròquia a Sasina entre juny i novembre de 1973, i a Ravska entre 1973 i 1978. El 1978 va ser nomenat director espiritual del seminari menor de Zadar. Durant aquest temps també exercí com a confessor d'un monestir benedictí i organitzà retirs espirituals per a preveres, seminaristes i monges.
El 1987 tornà a la diòcesi de Banja Luka, on serví com a rector de parròquia a Gradiška. El 1990 va ser enviat a Sarajevo com a vice-rector del Seminari Major.

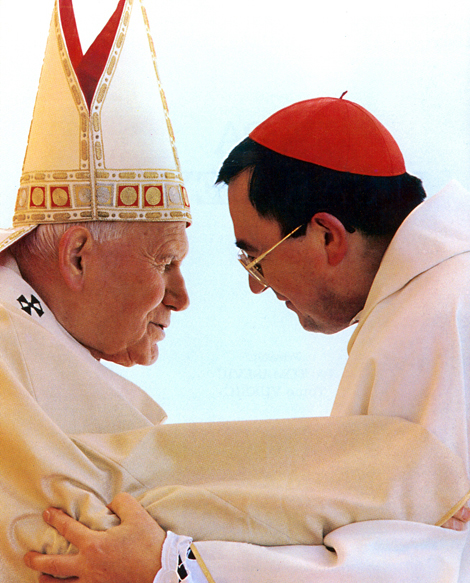
El Papa Joan Pau II i el cardenal Puljić durant la visita Papal a Bòsnia i Hercegovina al 1997

El 19 de novembre de 1990, Puljić va ser nomenat arquebisbe de Sarajevo pel papa Joan Pau II, esdevenint el sisè arquebisbe de la seu després de la reconstrucció de la jerarquia eclesiàstica el 1881 després de l'ocupació otomana que s'havia estès durant més de quatre segles. Va rebre la seva ordenació episcopal el 6 de gener de 1991 del mateix Joan Pau II, amb els arquebisbes Giovanni Battista Re i Justin Francis Rigali servint com a co-consagradors a la Basílica de Sant Pere.
Puljić va ser creat cardenal de Santa Chiara a Vigna Clara per Joan Pau II al consitori papal del 26 de novembre de 1994. tenia només 49 anys i es convertí en el membre més jove del Col·legi de cardenals. El 18 d'octubre de 2001 va ser investit com a Agutzil de la Gran Creu d'Honor i Devoció de l'orde Sobirana i Militar de Malta. Puljić va ser un dels cardenals electors que participaren en el Conclave de 2005, que trià a Benet XVI. Serví com a President de la Conferència Episcopal de Bòsnia i Hercegovina entre 1995 i 2002, i de nou entre 2005 i 2010. El 18 de setembre de 2012, el papa Benet XVI el nomenà com a Pare Sinodal de la 13a Assemblea Ordinària General del Sínode de Bisbes que se celebrà a l'octubre de 2012. El cardenal Puljić participà en el Conclave de 2013 que elegí el Papa Francesc.

## La seva tasca

### Paper durant la Guerra de Bòsnia
Quan esclatà la Guerra de Bòsnia el 1992, l'arquebisbe Puljić immediatament s'abocà en ajudar els milers de refugiats i exiliats, mobilitzant tots els recursos de l'Església local. Durant la guerra, sovint arriscà la seva vida realitzant viatges pastorals a les seves parròquies, sent presoner durant 12 hores a mans dels militars serbis a Ilijaš. Joan Pau II li va dir que «Quan us vaig imposar les mans... per consagrar-vos en el càrrec de Pastor de l'Església de Sarajevo, no tenia idea que tan aviat la vostra creu seria tan pesada i el vostre calze tan amarg.»

### Estatus de Medjugorje
El cardenal Vinko Puljić de Sarajevo, parlant a l'assemblea del Sínode de Bisbes del 2004, es lamentà que les informades aparicions de Medjugorje eren una font de divisió per a l'Església, i participà en la creació d'una comissió el 2006 per examinar les preteses aparicions marianes.

### Les relacions amb els musulmans
El cardenal Puljić va dir que abans de la guerra, les relacions amb els musulmans eren molt bones, però que en l'actualitat, la situació s'havia deteriorat. El primer senyal va ser l'arribada d'ajut humanitari dels països àrabs: va ser distribuït només als musulmans, mentre que al mateix temps es prohibia donar-lo als cristians. El 2012 el cardenal advertí sobre la punta de llança del wahhabisme al sud-est d'Europa, especialment a Bòsnia i Hercegovina, senyalant que les autoritats de l'Estat no podien prevenir-ho. Al mateix temps alertà de la discriminació dels catòlics a la societat bosniana, demanant un tracte igual pels catòlics en treball, educació i d'altres àrees. Confirmà que continuaria intentant establir un diàleg i una coexistència pacífica entre cristians i musulmans a Bòsnia i Hercegovina, la qual havia quedat molt malmesa per la guerra.

## Honors
Agutzil de la Gran Creu d'Honor i Devoció de l'orde Sobirana i Militar de Malta